# スヴャトスラフ・クヌシェヴィツキー
スヴャトスラフ・ニコラーエヴィチ・クヌシェヴィツキー（（ロシア語: Святослав Николаевич Кнушевицкий, 英語: Sviatoslav Nikolayevich Knushevitsky, 1908年1月6日（ユリウス暦1907年12月24日） サラトフ県ペトロフスク - 1963年2月19日 モスクワ）はソビエト連邦のチェリスト。モスクワ音楽院教授。

## 概要
1923年にモスクワ音楽院に入学し、セミョン・コゾルポフにチェロを師事する。1929年、音楽院卒業と同時にボリショイ劇場管弦楽団の首席奏者となり1943年まで務める。この間、1933年の全ソ音楽コンクールで優勝し、ソリスト及び室内楽奏者としても活躍しはじめた。
1943年にはヴァイオリニストのダヴィッド・オイストラフ、ピアニストのレフ・オボーリンと三重奏団「オイストラフ・トリオ」を結成、自身の死まで継続して活動を行った。
同時代に活躍したソ連の作曲家、ミャスコフスキー、ハチャトゥリアン、グリエール、ワシレンコからチェロ協奏曲を献呈されレパートリーの拡大に寄与している。また、1956年に復元されたチャイコフスキーの『ロココの主題による変奏曲』原典版の初演も行っている。
教育者としては、1942年より母校のモスクワ音楽院で教え始め、1950年に教授に昇進、1954年から1959年の間はチェロ及びコントラバス部長を務めた。1963年にモスクワで没。

## 受賞
- 1950年：スターリン賞を受賞。
- 1955年：ロシア連邦共和国功労芸術労働者称号を授与。

## 家族・親族
- 兄：兄は作曲家で軽音楽指揮者のヴィクトル・クヌシェヴィツキー。
- 妻：妻はソプラノ歌手のナタリア・シュピレル。